# Balanci
Balanci (macedónul: Баланци, albánul Ballanca) település Észak-Macedóniában, a Délnyugati körzet Centar Zsupa-i járásában.

## Népesség
| Lakosok száma | 414  | 471  | 579  | 344  | 368  | 9    | 359  | 432  | 165  |
|               | 1948 | 1953 | 1961 | 1971 | 1981 | 1991 | 1994 | 2002 | 2021 |

2002-ben 432 lakosa volt, akik közül 422 albán, 9 macedón, 1 egyéb.